# Кринки (Костромская область)
Кринки — опустевшая деревня в Буйском районе Костромской области. Входит в состав Центрального сельского поселения.

## География
Находится в западной части Костромской области на расстоянии приблизительно 18 км на юг по прямой от районного центра города Буй.

## История
В 1907 году здесь было учтено 24 двора.

## Население
Постоянное население составляло 284 человека (1897 год), 364 (1907), 2 в 2002 году (русские 100 %), 0 в 2022.